# Vladimirs Koļesņičenko
Vladimirs Koļesņičenko (Riga, 4 maggio 1980) è un ex calciatore lettone.

## Carriera

### Club
Ha esordito in massima serie nel 1997 con lo Skonto/Metāls Rīga, sorta di formazione riserve dello Skonto; dal 1998 è passato allo Skonto con cui ha giocato fino al 2004 (salvo una breve apparizione nel campionato russo con il Torpedo-Metallurg). Con lo Skonto ha vinto 7 campionati, 5 Coppe nazionali e un titolo di capocannoniere. Tornato brevemente in Russia con l'FK Mosca, dal 2005 torno nuovamente in patria, prima col Venta, poi con il Ventspils con cui vince altri due campionati e una Coppa nazionale.
Tornato allo Skonto, tenta una nuova avventura all'estero, prima con gli azeri dell'İnter Baku, poi con gli ucraini del Čornomorec'. L'ennesimo ritorno con lo Skonto gli consentono di vincere un altro campionato (il decimo della sua carriera) e un'altra Coppa nazionale (settima personale), prima del ritiro.

### Nazionale
Dopo aver giocato nelle varie selezioni giovanili lettoni, ha esordito con la nazionale maggiore il 10 luglio 1997, in una gara contro l'Estonia valida per la Coppa del Baltico 1997 entrando al posto di Juris Karašausks.
Ha segnato la sua prima rete in nazionale il 3 luglio 2001, sempre contro l'Estonia, in una gara valida per la Coppa del Baltico 2001; di quella stessa edizione fu anche capocannoniere, oltre che vincitore.
In tutto ha disputato 47 partite in nazionale, segnando sei reti. Nonostante le numerose presenze, raramente partì titolare e poche volte lo fu per tutta la partita, tanto da non meritare la convocazione per la storica spedizione al Campionato europeo di calcio 2004. Pur con pochi minuti in campo, riuscì a conquistare una seconda Coppa del Baltico nel 2008.

## Statistiche

### Cronologia presenze e reti in nazionale
| Cronologia completa delle presenze e delle reti in nazionale ― Lettonia | Cronologia completa delle presenze e delle reti in nazionale ― Lettonia | Cronologia completa delle presenze e delle reti in nazionale ― Lettonia | Cronologia completa delle presenze e delle reti in nazionale ― Lettonia | Cronologia completa delle presenze e delle reti in nazionale ― Lettonia | Cronologia completa delle presenze e delle reti in nazionale ― Lettonia | Cronologia completa delle presenze e delle reti in nazionale ― Lettonia | Cronologia completa delle presenze e delle reti in nazionale ― Lettonia |
| Data                                                                    | Città                                                                   | In casa                                                                 | Risultato                                                               | Ospiti                                                                  | Competizione                                                            | Reti                                                                    | Note                                                                    |
| ----------------------------------------------------------------------- | ----------------------------------------------------------------------- | ----------------------------------------------------------------------- | ----------------------------------------------------------------------- | ----------------------------------------------------------------------- | ----------------------------------------------------------------------- | ----------------------------------------------------------------------- | ----------------------------------------------------------------------- |
| 10-7-1997                                                               | Vilnius                                                                 | Estonia                                                                 | 1 – 2                                                                   | Lettonia                                                                | Coppa del Baltico 1997                                                  | -                                                                       | 58’                                                                     |
| 11-7-1997                                                               | Vilnius                                                                 | Lituania                                                                | 1 – 0                                                                   | Lettonia                                                                | Coppa del Baltico 1997                                                  | -                                                                       | 62’                                                                     |
| 19-8-1997                                                               | Riga                                                                    | Lettonia                                                                | 0 – 0                                                                   | Azerbaigian                                                             | Amichevole                                                              | -                                                                       | 69’                                                                     |
| 26-6-1999                                                               | Curitiba                                                                | Brasile                                                                 | 3 – 0                                                                   | Lettonia                                                                | Amichevole                                                              | -                                                                       | 63’                                                                     |
| 4-2-2000                                                                | Paphos                                                                  | Lettonia                                                                | 2 – 0                                                                   | Slovacchia                                                              | Torneo internazionale di Cipro                                          | -                                                                       | Ammonizione                                                             |
| 6-2-2000                                                                | Larnaca                                                                 | Lituania                                                                | 2 – 1                                                                   | Lettonia                                                                | Torneo internazionale di Cipro                                          | -                                                                       |                                                                         |
| 26-4-2000                                                               | Kaunas                                                                  | Lituania                                                                | 2 – 1                                                                   | Lettonia                                                                | Amichevole                                                              | -                                                                       | 71’                                                                     |
| 25-4-2001                                                               | Riga                                                                    | Lettonia                                                                | 1 – 1                                                                   | San Marino                                                              | Qual. Mondiali 2002                                                     | -                                                                       | 46’                                                                     |
| 3-7-2001                                                                | Riga                                                                    | Lettonia                                                                | 3 – 1                                                                   | Estonia                                                                 | Coppa del Baltico 2001                                                  | 1                                                                       | 79’ 92’                                                                 |
| 5-7-2001                                                                | Riga                                                                    | Lettonia                                                                | 4 – 1                                                                   | Lituania                                                                | Coppa del Baltico 2001                                                  | 1                                                                       | 70’                                                                     |
| 15-8-2001                                                               | Riga                                                                    | Lettonia                                                                | 0 – 1                                                                   | Ucraina                                                                 | Amichevole                                                              | -                                                                       | 71’                                                                     |
| 6-10-2001                                                               | Glasgow                                                                 | Scozia                                                                  | 2 – 1                                                                   | Lettonia                                                                | Qual. Mondiali 2002                                                     | -                                                                       | 75’                                                                     |
| 14-11-2001                                                              | Riga                                                                    | Lettonia                                                                | 1 – 3                                                                   | Russia                                                                  | Amichevole                                                              | -                                                                       | 75’                                                                     |
| 27-3-2002                                                               | Hesperange                                                              | Lussemburgo                                                             | 0 – 3                                                                   | Lettonia                                                                | Amichevole                                                              | 1                                                                       | 65’                                                                     |
| 17-4-2002                                                               | Ventspils                                                               | Lettonia                                                                | 2 – 1                                                                   | Kazakistan                                                              | Amichevole                                                              | -                                                                       | 67’                                                                     |
| 22-5-2002                                                               | Helsinki                                                                | Finlandia                                                               | 2 – 1                                                                   | Lettonia                                                                | Amichevole                                                              | -                                                                       | 87’                                                                     |
| 6-7-2002                                                                | Riga                                                                    | Lettonia                                                                | 0 – 0                                                                   | Azerbaigian                                                             | Amichevole                                                              | -                                                                       | 58’                                                                     |
| 21-8-2002                                                               | Riga                                                                    | Lettonia                                                                | 2 – 4                                                                   | Bielorussia                                                             | Amichevole                                                              | -                                                                       | 79’                                                                     |
| 20-11-2002                                                              | Serravalle                                                              | San Marino                                                              | 0 – 1                                                                   | Lettonia                                                                | Qual. Euro 2004                                                         | -                                                                       | 57’                                                                     |
| 12-2-2003                                                               | Adalia                                                                  | Lettonia                                                                | 2 – 1                                                                   | Lituania                                                                | Amichevole                                                              | -                                                                       | 87’                                                                     |
| 20-8-2003                                                               | Riga                                                                    | Lettonia                                                                | 0 – 3                                                                   | Uzbekistan                                                              | Amichevole                                                              | -                                                                       | 82’                                                                     |
| 10-9-2003                                                               | Riga                                                                    | Lettonia                                                                | 3 – 1                                                                   | Ungheria                                                                | Qual. Euro 2004                                                         | -                                                                       | 89’                                                                     |
| 15-11-2003                                                              | Riga                                                                    | Lettonia                                                                | 1 – 0                                                                   | Turchia                                                                 | Qual. Euro 2004                                                         | -                                                                       | 89’                                                                     |
| 18-2-2004                                                               | Larnaca                                                                 | Kazakistan                                                              | 1 – 3                                                                   | Lettonia                                                                | Torneo internazionale di Cipro                                          | -                                                                       | 78’                                                                     |
| 19-2-2004                                                               | Limassol                                                                | Ungheria                                                                | 2 – 2                                                                   | Lettonia                                                                | Torneo internazionale di Cipro                                          | -                                                                       | 21’                                                                     |
| 21-2-2004                                                               | Larnaca                                                                 | Lettonia                                                                | 1 – 4                                                                   | Bielorussia                                                             | Torneo internazionale di Cipro                                          | -                                                                       | 74’                                                                     |
| 9-10-2004                                                               | Bratislava                                                              | Slovacchia                                                              | 4 – 1                                                                   | Lettonia                                                                | Qual. Mondiali 2006                                                     | -                                                                       | 90’                                                                     |
| 1-12-2004                                                               | Riffa                                                                   | Oman                                                                    | 3 – 2                                                                   | Lettonia                                                                | Coppa del Primo Ministro                                                | -                                                                       | 1’                                                                      |
| 3-12-2004                                                               | Riffa                                                                   | Bahamas                                                                 | 2 – 2 dts (4 - 2 dtr)                                                   | Lettonia                                                                | Coppa del Primo Ministro                                                | -                                                                       | 37’, 37’                                                                |
| 8-10-2005                                                               | Riga                                                                    | Lettonia                                                                | 2 – 2                                                                   | Giappone                                                                | Amichevole                                                              | -                                                                       | 85’                                                                     |
| 12-11-2005                                                              | Vicebsk                                                                 | Bielorussia                                                             | 3 – 1                                                                   | Lettonia                                                                | Amichevole                                                              | -                                                                       | 72’                                                                     |
| 30-5-2008                                                               | Riga                                                                    | Lettonia                                                                | 1 – 0                                                                   | Estonia                                                                 | Coppa del Baltico 2008                                                  | -                                                                       | 78’                                                                     |
| 20-8-2008                                                               | Urziceni                                                                | Romania                                                                 | 1 – 0                                                                   | Lettonia                                                                | Amichevole                                                              | -                                                                       | 64’ 80’                                                                 |
| 6-9-2008                                                                | Tiraspol                                                                | Moldavia                                                                | 1 – 2                                                                   | Lettonia                                                                | Qual. Mondiali 2010                                                     | -                                                                       | 83’                                                                     |
| 11-10-2008                                                              | San Gallo                                                               | Svizzera                                                                | 2 – 1                                                                   | Lettonia                                                                | Qual. Mondiali 2010                                                     | -                                                                       | 72’                                                                     |
| 15-10-2008                                                              | Riga                                                                    | Lettonia                                                                | 1 – 1                                                                   | Israele                                                                 | Qual. Mondiali 2010                                                     | 1                                                                       |                                                                         |
| 12-11-2008                                                              | Tallinn                                                                 | Estonia                                                                 | 1 – 1                                                                   | Lettonia                                                                | Amichevole                                                              | -                                                                       | 68’                                                                     |
| 28-3-2009                                                               | Lussemburgo                                                             | Lussemburgo                                                             | 0 – 4                                                                   | Lettonia                                                                | Qual. Mondiali 2010                                                     | -                                                                       |                                                                         |
| 1-4-2009                                                                | Riga                                                                    | Lettonia                                                                | 2 – 0                                                                   | Lussemburgo                                                             | Qual. Mondiali 2010                                                     | -                                                                       |                                                                         |
| 12-8-2009                                                               | Sofia                                                                   | Bulgaria                                                                | 1 – 0                                                                   | Lettonia                                                                | Amichevole                                                              | -                                                                       | 61’                                                                     |
| 5-9-2009                                                                | Ramat Gan                                                               | Israele                                                                 | 0 – 1                                                                   | Lettonia                                                                | Qual. Mondiali 2010                                                     | -                                                                       |                                                                         |
| 9-9-2009                                                                | Riga                                                                    | Lettonia                                                                | 2 – 2                                                                   | Svizzera                                                                | Qual. Mondiali 2010                                                     | -                                                                       | 71’ 86’                                                                 |
| 10-10-2009                                                              | Amarousio                                                               | Grecia                                                                  | 5 – 2                                                                   | Lettonia                                                                | Qual. Mondiali 2010                                                     | -                                                                       |                                                                         |
| 14-10-2009                                                              | Riga                                                                    | Lettonia                                                                | 3 – 2                                                                   | Moldavia                                                                | Qual. Mondiali 2010                                                     | -                                                                       | 74’                                                                     |
| 14-11-2009                                                              | Tegucigalpa                                                             | Honduras                                                                | 2 – 1                                                                   | Lettonia                                                                | Amichevole                                                              | 1                                                                       | 90’                                                                     |
| 22-1-2010                                                               | Malaga                                                                  | Corea del Sud                                                           | 1 – 0                                                                   | Lettonia                                                                | Amichevole                                                              | -                                                                       |                                                                         |
| 5-6-2010                                                                | Milton Keynes                                                           | Ghana                                                                   | 1 – 0                                                                   | Lettonia                                                                | Amichevole                                                              | -                                                                       | 80’                                                                     |
| Totale                                                                  |                                                                         | Presenze                                                                | 47                                                                      |                                                                         | Reti                                                                    | 6                                                                       |                                                                         |

## Palmarès

### Club

#### Competizioni nazionali
- Campionato lettone: 10

Skonto: 1997, 1998, 1999, 2000, 2001, 2002, 2003
Ventspils: 2006, 2007, 2008
- Coppa di Lettonia: 7

Skonto: 1997, 1998, 2000, 2001, 2002, 2011-2012
Ventspils: 2007

#### Competizioni internazionali
- Coppa della Livonia: 2

Skonto: 2003
Ventspils: 2008
- Baltic League: 1

Skonto: 2010-2011

### Nazionale
- Coppa del Baltico: 2

2001, 2008

### Individuale
- Capocannoniere della Virslīga: 1

2000 (17 gol)